# 孤独的人是可耻的
《孤独的人是可耻的》是中国摇滚乐歌手，魔岩三杰之一张楚在魔岩文化旗下发行的一张摇滚专辑。1994年发行。

## 曲目列表[1]
1. 上苍保佑吃完了饭的人民
2. 冷暖自知
3. 蚂蚁 蚂蚁
4. 和大伙去乘凉
5. 爱情
6. 孤独的人是可耻的
7. 苍蝇
8. 赵小姐
9. 厕所和床
10. 光明大道